# Streatley (Bedfordshire)
Pour les articles homonymes, voir Streatley.

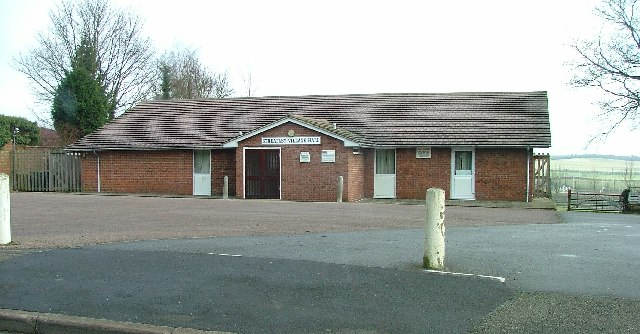
Le village hall de Streatley.

Streatley est un village et une paroisse civile du Bedfordshire, en Angleterre. Il est situé dans le Central Bedfordshire, à environ 8 km au nord de la ville de Luton. Au moment du recensement de 2001, il comptait 1 707 habitants.